# Pebetero

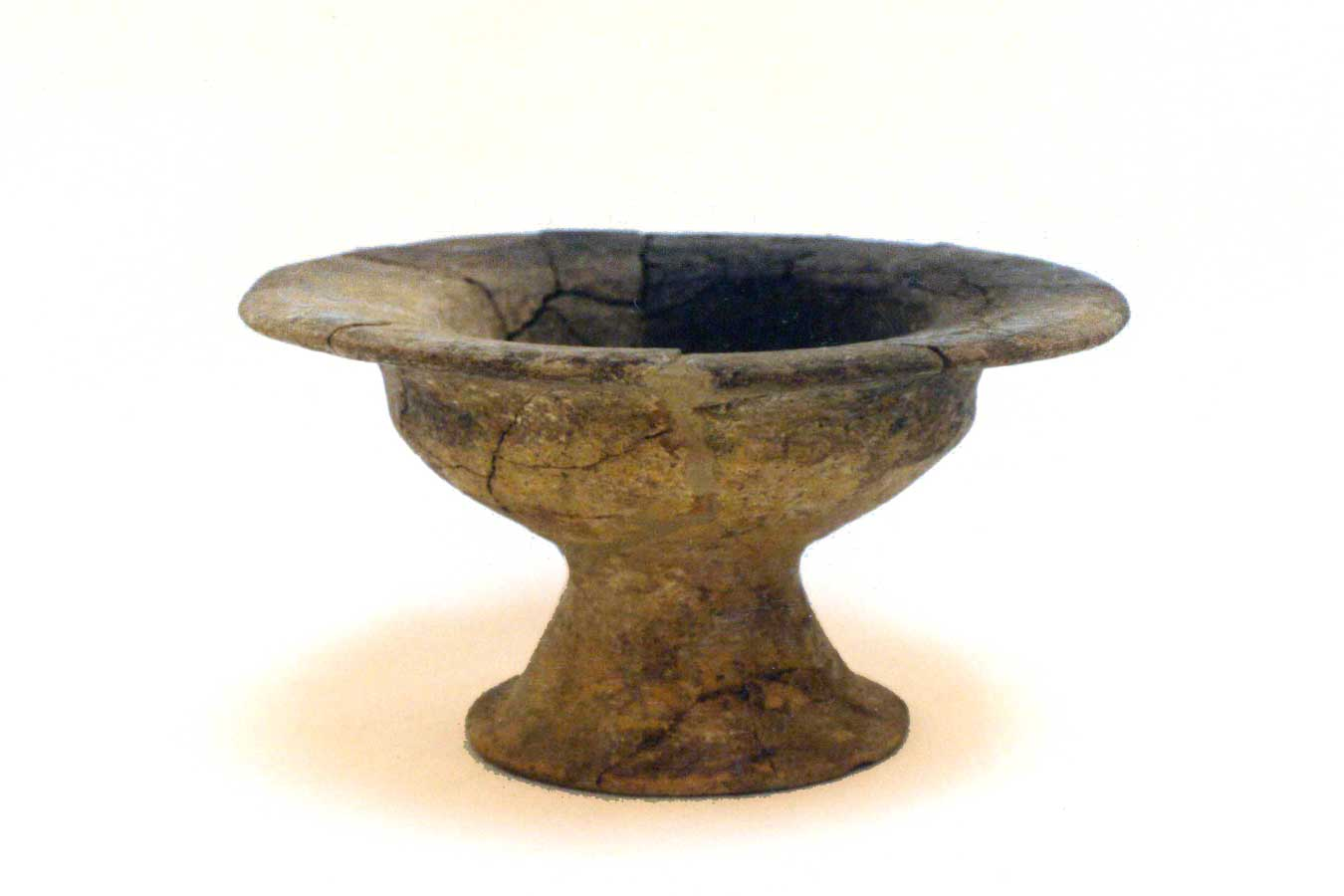
Pebetero de la Edad del Hierro.

Pebetero (de «pebete») es un objeto similar al incensario o al timiaterio con funciones de recipiente y de hornillo o lámpara, usado para quemar sustancias aromáticas, como el incienso, en los sahumerios ceremoniales. También se denominan así los recipientes para uso ceremonial religioso, simbólico o deportivo.

## Historia

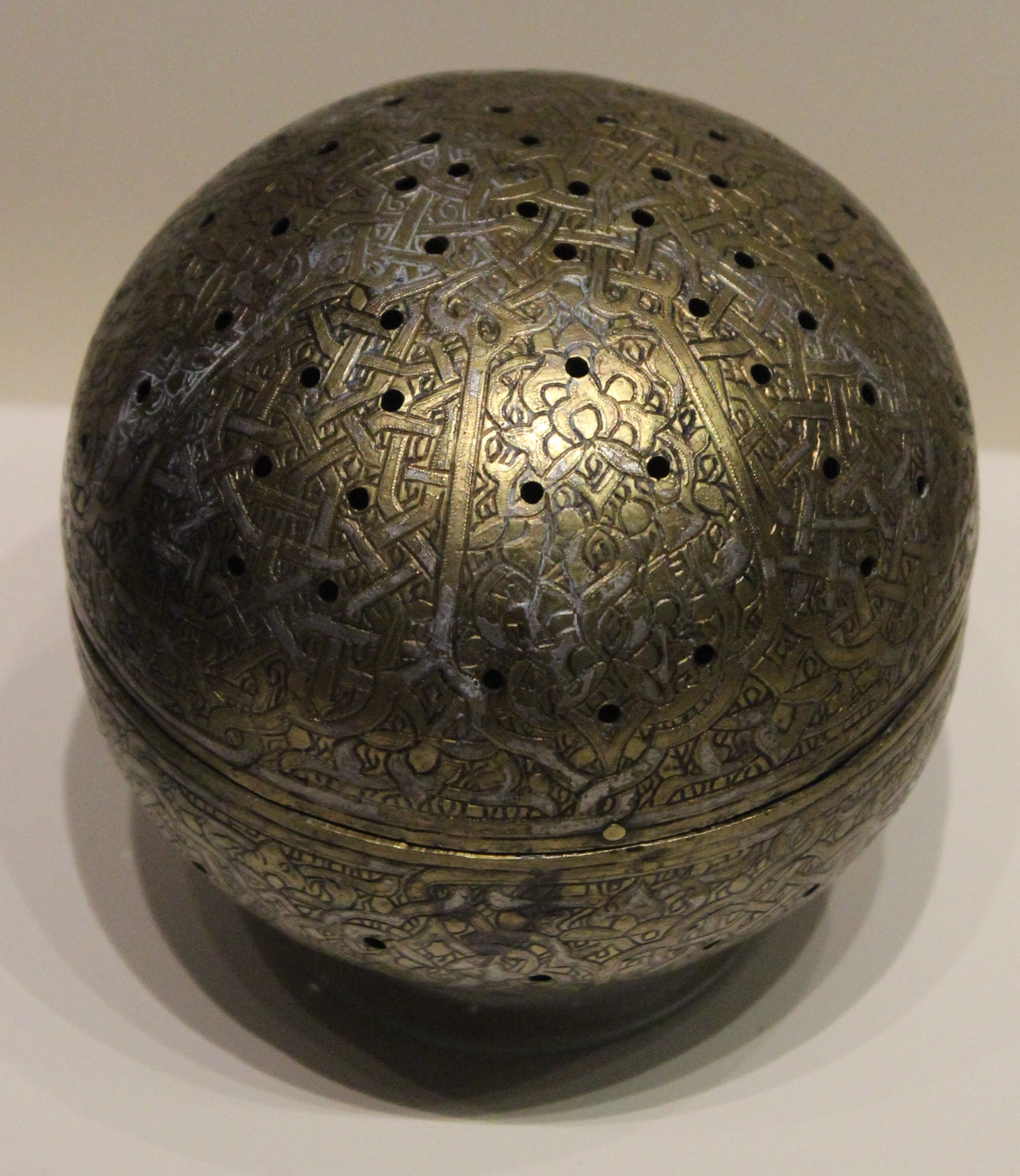
Pebetero nazarí del. Museo Arqueológico Nacional de España.

Entre los egipcios y fenicios tenían forma de pequeños braseros, en ocasiones con formas antropomórficas, (como las halladas en el Castillo de Guardamar, Alicante) a los que griegos y romanos dotaron de trípodes y candelabros. Los árabes y otros pueblos de Oriente en la Edad Media usaban urnas con pie y una cubierta perforada a modo de incensario, similar a las de los griegos. Para usos religiosos se fabricaban grandes pebeteros sostenidos por trípodes.
En el M.A.N. (Museo Arqueológico Nacional) de Madrid se guardan varios tipos de pebeteros, sahumerios e incensarios, entre los que pueden mencionarse, un poco al azar, uno de plata y de factura fenicia hallado entre los demás objetos del Tesoro de Aliseda.

## Leyendas y mitos
En las leyendas irlandesas, una especie de pebetero es el objeto donde los leprechauns guardan su tesoro. Y en la brujería Wicca, un recipiente similar se coloca en el centro de un círculo sagrado para contener lo que luego será quemado durante un ritual.

## Pebetero ceremonial

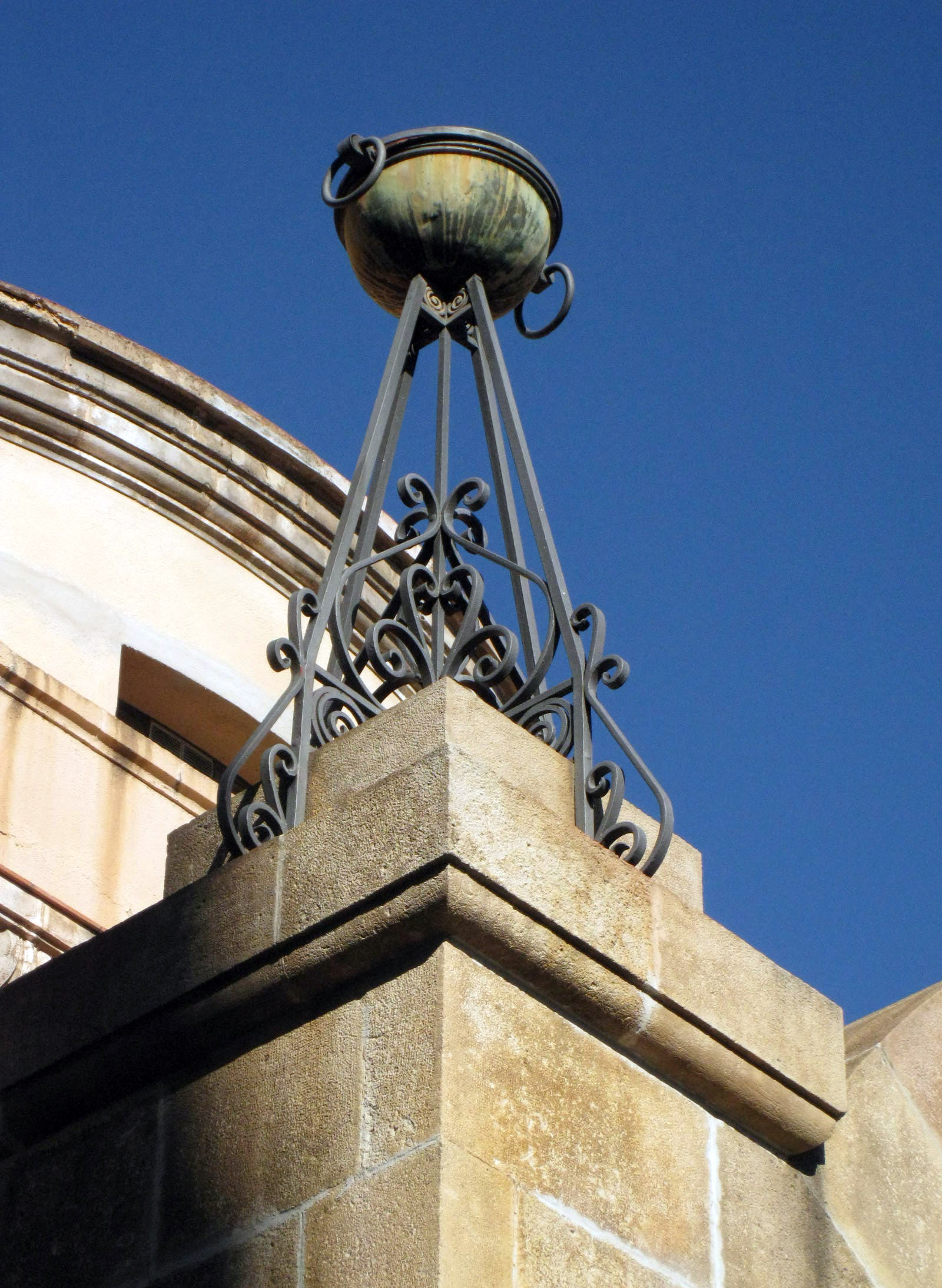
Pebetero funerario en el cementerio de Tarrasa (España).

Una segunda acepción del término pebetero es, según la Academia de la Lengua Española, el «recipiente en el que arde una llama ceremonial», que en el contexto deportivo olímpico es el gran plato donde se deposita la llama olímpica traída de Olimpia y donde se mantiene encendida durante la competición, para luego ser devuelta a Grecia.